# Record d'Europe du saut en longueur
Pour un article plus général, voir Records d'Europe d'athlétisme.
Les records d'Europe du saut en longueur sont détenus depuis la fin des années 1980 par l'Arménien Robert Emmiyan qui, sous les couleurs de l'URSS, atteint la marque de 8,86 m le 22 mai 1987 à Tsakhkadzor, et par la Russe Galina Chistyakova, créditée de 7,52 m le 11 juin 1988 à Leningrad.
Le premier record d'Europe du saut en longueur homologué par l'Association européenne d'athlétisme est celui du Britannique Peter O'Connor en 1901 avec la marque de 7,61 m. En 1959, le Soviétique Igor Ter-Ovanessian devient le premier athlète européen à dépasser la limite des 8 m avec 8,01 m.

## Progression du record d'Europe

### Hommes

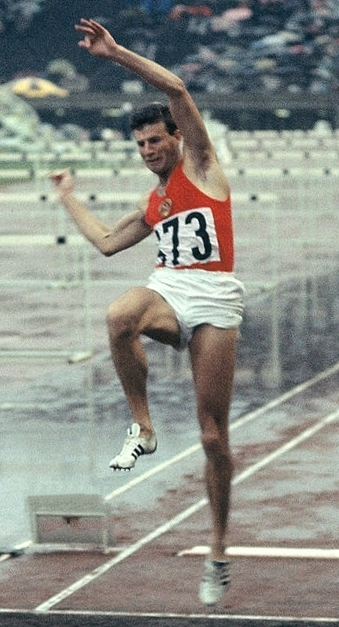
Igor Ter-Ovanessian

17 records d'Europe masculins du saut en longueur ont été homologués par l'AEA.
| Marque     | Athlète             | Lieu        | Date              |
| ---------- | ------------------- | ----------- | ----------------- |
| 7,61 m     | Peter O'Connor      | Dublin      | 5 août 1901       |
| 7,82 m     | Luz Long            | Berlin      | 11 juillet 1936   |
| 7,90 m     | Luz Long            | Berlin      | 1er août 1937     |
| 7,98 m     | Henk Visser         | Bucarest    | 17 septembre 1956 |
| 8,01 m     | Igor Ter-Ovanessian | Moscou      | 16 mai 1959       |
| 8,04 m     | Igor Ter-Ovanessian | Rome        | 2 septembre 1960  |
| 8,17 m     | Igor Ter-Ovanessian | Kharkiv     | 11 juin 1961      |
| 8,19 m     | Igor Ter-Ovanessian | Moscou      | 17 juin 1961      |
| 8,31 m     | Igor Ter-Ovanessian | Erevan      | 10 juin 1962      |
| 8,33 m (A) | Igor Ter-Ovanessian | Mexico      | 19 octobre 1967   |
| 8,35 m (A) | Igor Ter-Ovanessian | Mexico      | 19 octobre 1967   |
| 8,35 m     | Josef Schwarz       | Stuttgart   | 15 juillet 1970   |
| 8,45 m     | Nenad Stekic        | Montréal    | 25 juillet 1975   |
| 8,45 m     | Lutz Dombrowski     | Dresde      | 5 juillet 1980    |
| 8,54 m     | Lutz Dombrowski     | Moscou      | 28 juillet 1980   |
| 8,61 m     | Robert Emmiyan      | Moscou      | 6 juillet 1986    |
| 8,86 m (A) | Robert Emmiyan      | Tsakhkadzor | 22 mai 1987       |

### Femmes
28 records d'Europe féminins du saut en longueur ont été homologués par l'AEA.
| Marque | Athlète                 | Lieu      | Date              |
| ------ | ----------------------- | --------- | ----------------- |
| 6,12 m | Christel Schulz         | Berlin    | 30 juillet 1939   |
| 6,25 m | Fanny Blankers-Koen     | Leyde     | 19 septembre 1943 |
| 6,28 m | Galina Vinogradova      | Moscou    | 11 septembre 1955 |
| 6,31 m | Galina Vinogradova      | Tbilissi  | 18 novembre 1955  |
| 6,35 m | Elzbieta Krzesinska     | Budapest  | 20 août 1956      |
| 6,35 m | Elzbieta Krzesinska     | Melbourne | 27 novembre 1956  |
| 6,40 m | Hildrun Claus           | Erfurt    | 7 août 1960       |
| 6,42 m | Hildrun Claus           | Berlin    | 23 juin 1961      |
| 6,48 m | Tatyana Shchelkanova    | Moscou    | 16 juillet 1961   |
| 6,53 m | Tatyana Shchelkanova    | Leipzig   | 10 juin 1962      |
| 6,70 m | Tatyana Shchelkanova    | Moscou    | 4 juillet 1964    |
| 6,76 m | Mary Rand               | Tokyo     | 14 octobre 1964   |
| 6,82 m | Viorica Viscopoleanu    | Mexico    | 14 octobre 1968   |
| 6,84 m | Heide Rosendahl         | Turin     | 3 novembre 1970   |
| 6,92 m | Angela Voigt            | Dresde    | 9 mai 1976        |
| 6,99 m | Siegrun Siegl           | Dresde    | 19 mai 1976       |
| 7,07 m | Vilma Bardauskiene      | Kishinyov | 18 août 1978      |
| 7,09 m | Vilma Bardauskiene      | Prague    | 29 août 1978      |
| 7,15 m | Anisoara Cusmir         | Bucarest  | 1er août 1982     |
| 7,20 m | Valeria Ionescu         | Bucarest  | 1er août 1982     |
| 7,21 m | Anisoara Cusmir-Stanciu | Bucarest  | 15 mai 1983       |
| 7,27 m | Anisoara Stanciu        | Bucarest  | 4 juin 1983       |
| 7,43 m | Anisoara Stanciu        | Bucarest  | 4 juin 1983       |
| 7,44 m | Heike Drechsler         | Berlin    | 22 septembre 1985 |
| 7,45 m | Heike Drechsler         | Tallinn   | 22 juin 1986      |
| 7,45 m | Heike Drechsler         | Dresde    | 3 juillet 1986    |
| 7,45 m | Galina Chistyakova      | Leningrad | 11 juin 1988      |
| 7,52 m | Galina Chistyakova      | Leningrad | 11 juin 1988      |